# کالین جکسون
کالین جکسون (به انگلیسی: Linford Cicero Christie) (متولد ۱۸ فوریه ۱۹۶۷ در کاردیف، ولز) دوندهٔ بازنشستهٔ دوهای سرعت بامانع است که در دو ۱۱۰ متر بامانع تخصص داشت. وی رکورددار فعلی دو ۶۰ متر بامانع دنیاست و رکورد ۱۲.۹۱ ثانیه او برای ۱۱۰ متر بامانع بیش از یک دهه رکورد جهانی این رشته بود.
جکسون برای تیم ملی بریتانیا یک مدال نقره در المپیک سئول، ۹ مدال قهرمانی جهان و هفت مدال طلای قهرمانی اروپا را به دست آورده و دو مدال طلا و دو مدال نقره را در بازی‌های مشترک‌المنافع برای ولز کسب کرد.

## رکوردهای شخصی
- دو ۱۱۰ متر بامانع: ۱۲.۹۱ ثانیه (۱۹۹۳) رکورد سابق دنیا و رکورد فعلی اروپا
- دو ۱۰۰ متر: ۱۰.۲۹ (۱۹۹۰)
- دو ۲۰۰ متر: ۲۱.۱۹ (۱۹۸۸)
- پرش طول: ۷.۵۶ متر (۱۹۸۵)

داخل سالن
- دو ۶۰ متر بامانع: ۷.۳۰ ثانیه (۱۹۹۴) رکورد فعلی دنیا
- دو ۶۰ متر: ۶.۴۹ (۱۹۹۴) رکورد سابق اروپا